# Noro Kageyoshi

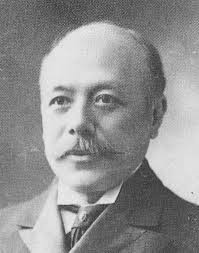
Noro Kageyoshi

Noro Kageyoshi (japanisch 野呂 景義; geboren 17. Oktober 1854 in Nagoya in der Provinz Owari; gestorben 8. September 1923) war ein japanischer Metallurg.

## Leben und Werk
Noro Kageyoshi machte 1882 seinen Abschluss im Fach Bergbau- und Hüttenkunde an der Universität Tōkyō und wurde Assistenzprofessor an seiner Alma Mater. 1885 ging er zur Weiterbildung nach Europa, zunächst nach London, wo er einen Abschluss in Maschinenkunde und Elektrotechnik machte. Dann ging er nach Deutschland und studierte in Freiberg Bergbau und die Grundlagen der Eisenherstellung. Im April 1889 kehrte er nach Japan zurück.
Nach seiner Rückkehr wurde Noro Professor an seiner Alma Mater. Er bildete im Laufe der Lehrtätigkeit viele Studenten aus, darunter Imaizumi Kaichirō (今泉 嘉一郎, 1867–1941), Kōmura Koroku (香村 小録; 1866–1938), Hattori Susumu (服部 漸; 1865–1840), Tawara Kuniichi (俵 国一; 1872–1958). Angefangen von „Kameishi-kōzan Tanaka seitetsu-jo“ (釜石鉱山田中製鉄所) setzte er sich für den landesweiten Ausbau von Hütten und Bergbau ein. Premierminister Matsukata Masayoshi und Landwirtschafts- und Handelsminister Enomoto Takeaki baten Noro, sich um den staatlichen „Yamata seitetsu-jo“ (八幡製鉄所) zu kümmern, was er dann auch mit aller Kraft tat.
Mit seiner Einführung moderner Methoden zur Stahlproduktion, mit seinen Anweisungen zum Bau von Anlagen wurde er zum „Vater der japanischen Metallurgie“ (日本の冶金学の父, Nihon no yakingaku no chichi). Er organisierte die „Japanischen Vereinigung Stahl“ (日本鉄鋼協会, Nihon tekkō kyōkai) und wurde 1915 zum ersten Präsidenten gewählt.